# Lahori-poort

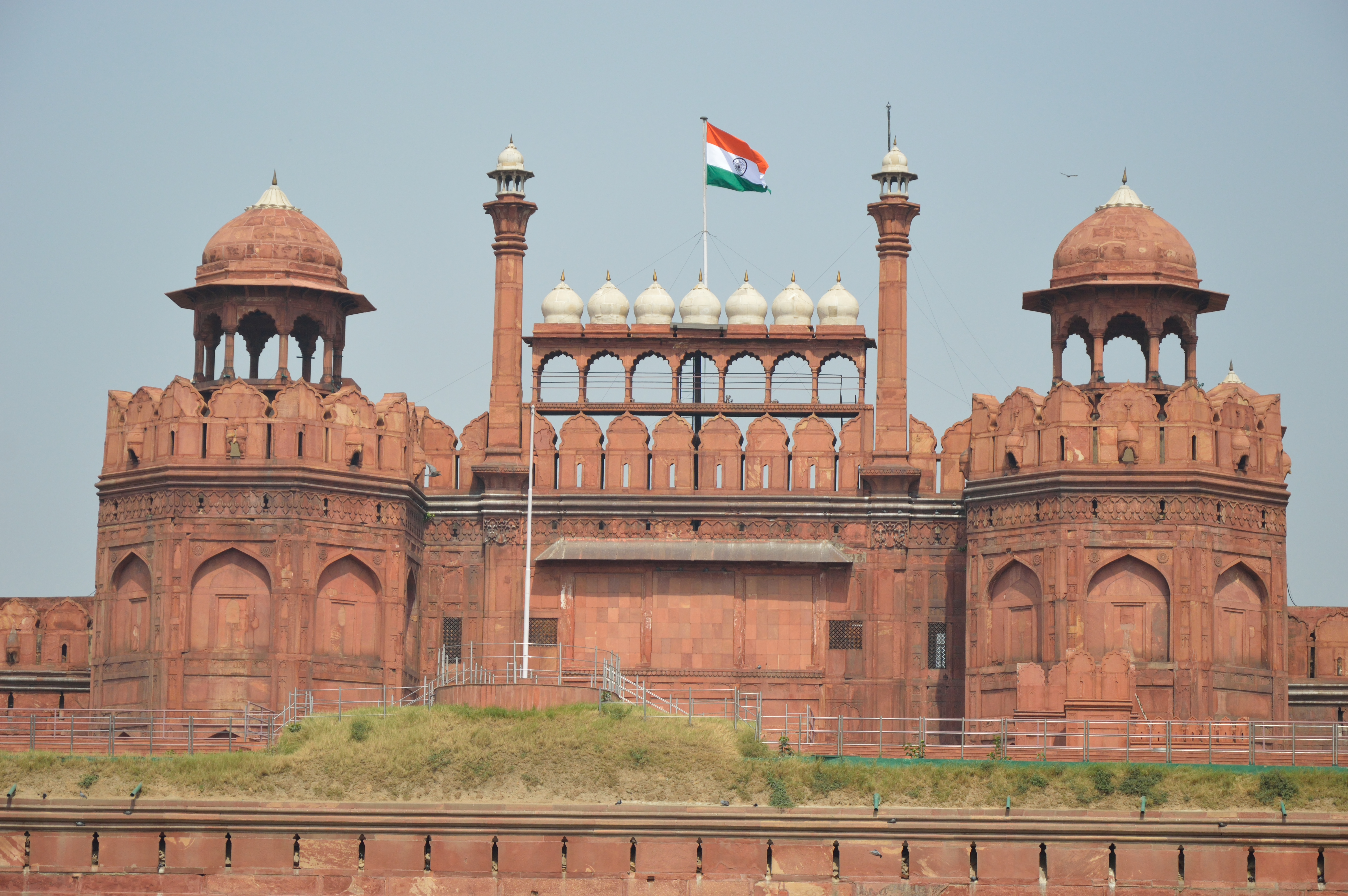
De Lahori-poort

De Lahori-poort (Urdu: لال قلعہ Lal Qila) is de hoofdingang van het Rode Fort in de Indiase stad Delhi. De poort is gebouwd in de kenmerkende Mogol-architectuur en wordt erkend als UNESCO-werelderfgoed als onderdeel van het Rode Fort-complex. Achter de poort bevindt zich een overdekte straat die geflankeerd wordt door boogvormige kamers, Chhatta Chowk geheten. Deze straat vormt de verbinding met het fort. De poort is gelegen aan de westelijke muur van het fort en dankt zijn naam aan de stad Lahore in het huidige Pakistan, waar de straat naartoe leidde. De tweede poort van het Rode Fort is de Delhi-poort.  
De poort bestaat uit drie verdiepingen, elk versierd met vierkante, rechthoekige en knobbelvormig gebogen panelen. Deze worden geflankeerd door semi-achthoekige torens bekroond door twee open achthoekige paviljoens. De hele poort is bekleed met rode zandsteen, behalve de daken van de paviljoens, waarvoor een witte steensoort is gebruikt. Tussen de twee paviljoens bevindt zich een rij van zeven miniatuur-chhatri's bedekt met zeven kleine marmeren koepels. Bovenop de gehele muur bevinden zich vlamvormige kantelen.
De Lahori-poort werd gebouwd in de jaren 1639-1648 in opdracht van Mogolkeizer Shah Jahan (1627-1658), als onderdeel van de nieuwbouwplannen van het Rode Fort. De poort is door zijn zoon en opvolger Aurangzeb (1658-1707) voorzien van een 10,5 meter hoge barbacane met de ingang naar het noorden. Er wordt gezegd dat Shah Jahan, terwijl hij onder huisarrest stond, aan Aurangzeb schreef en zijn beslissing bekritiseerde: "Je hebt van een fort een bruid gemaakt en er een sluier op gezet."
Sinds de Indiase onafhankelijkheidsdag in 1947 wordt elk jaar de nationale vlag gehesen en houdt de premier een toespraak vanaf de wallen bij de poort. In de jaren tachtig werden de torenramen geblokkeerd als beveiligingsmaatregel tegen aanvallen van sluipschutters. Er werd ook een lift aan de poort toegevoegd.

## Afbeeldingen

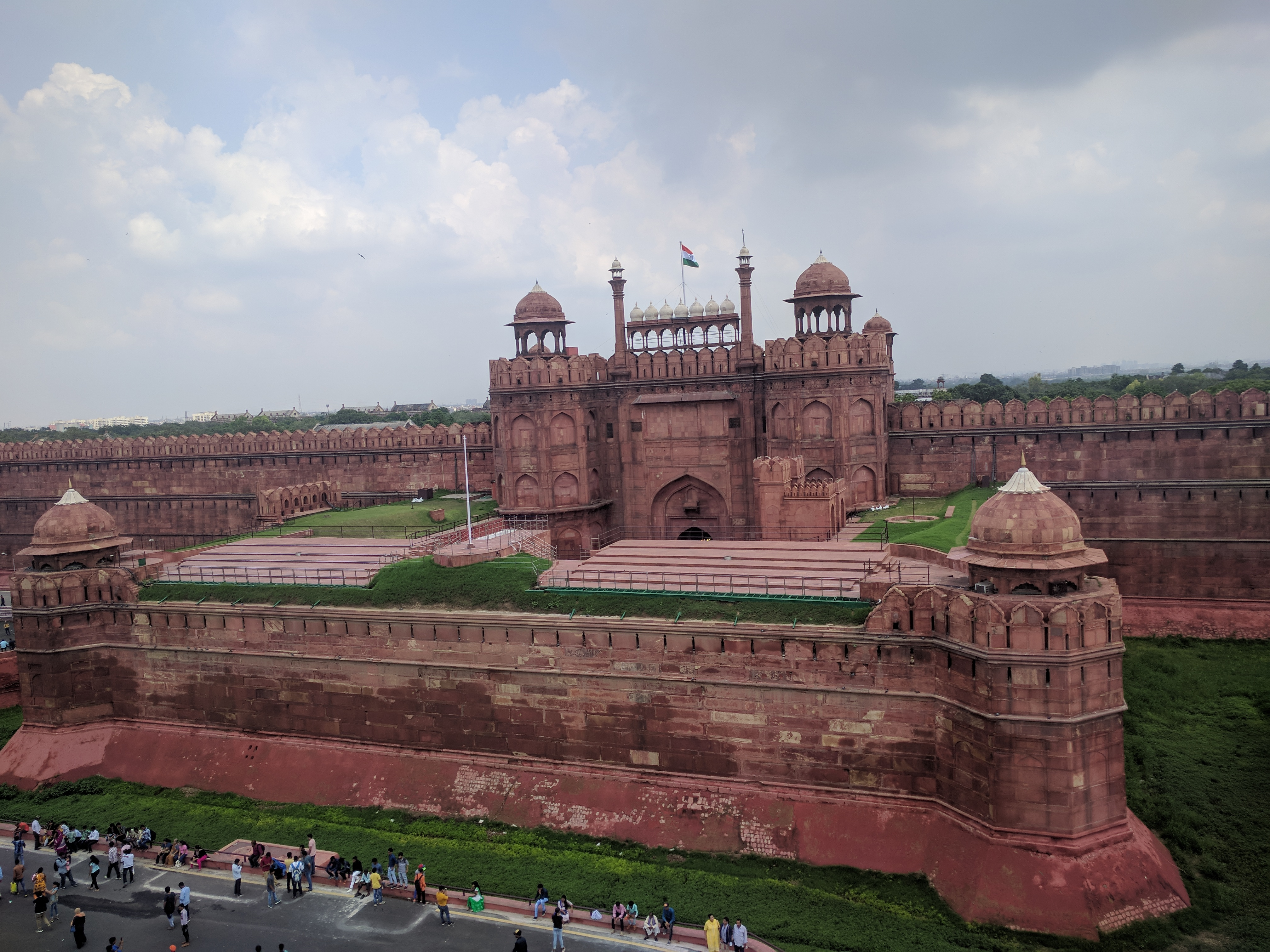
Lahori-poort met barbacane
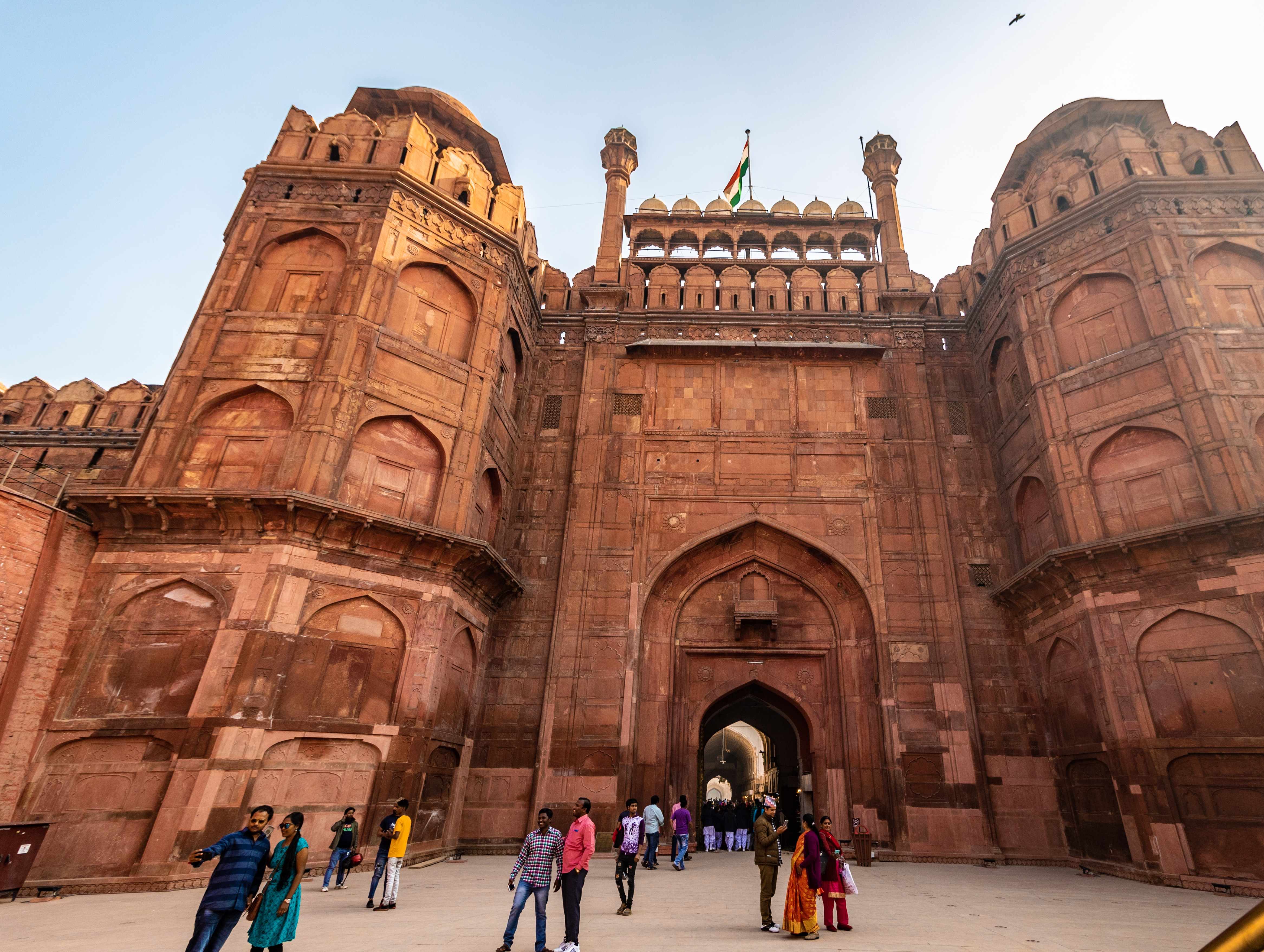
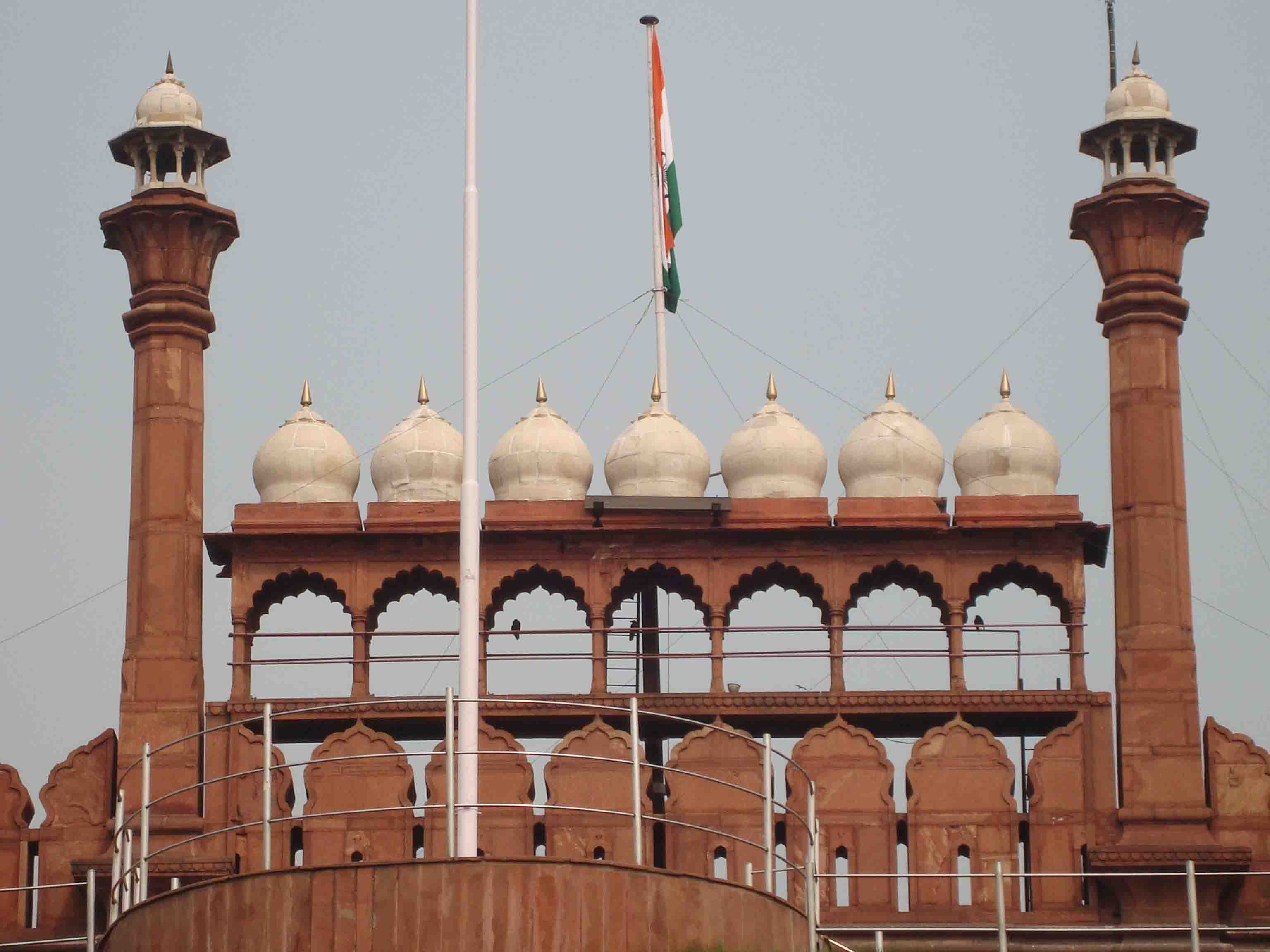
De zeven miniatuur-chhatri's
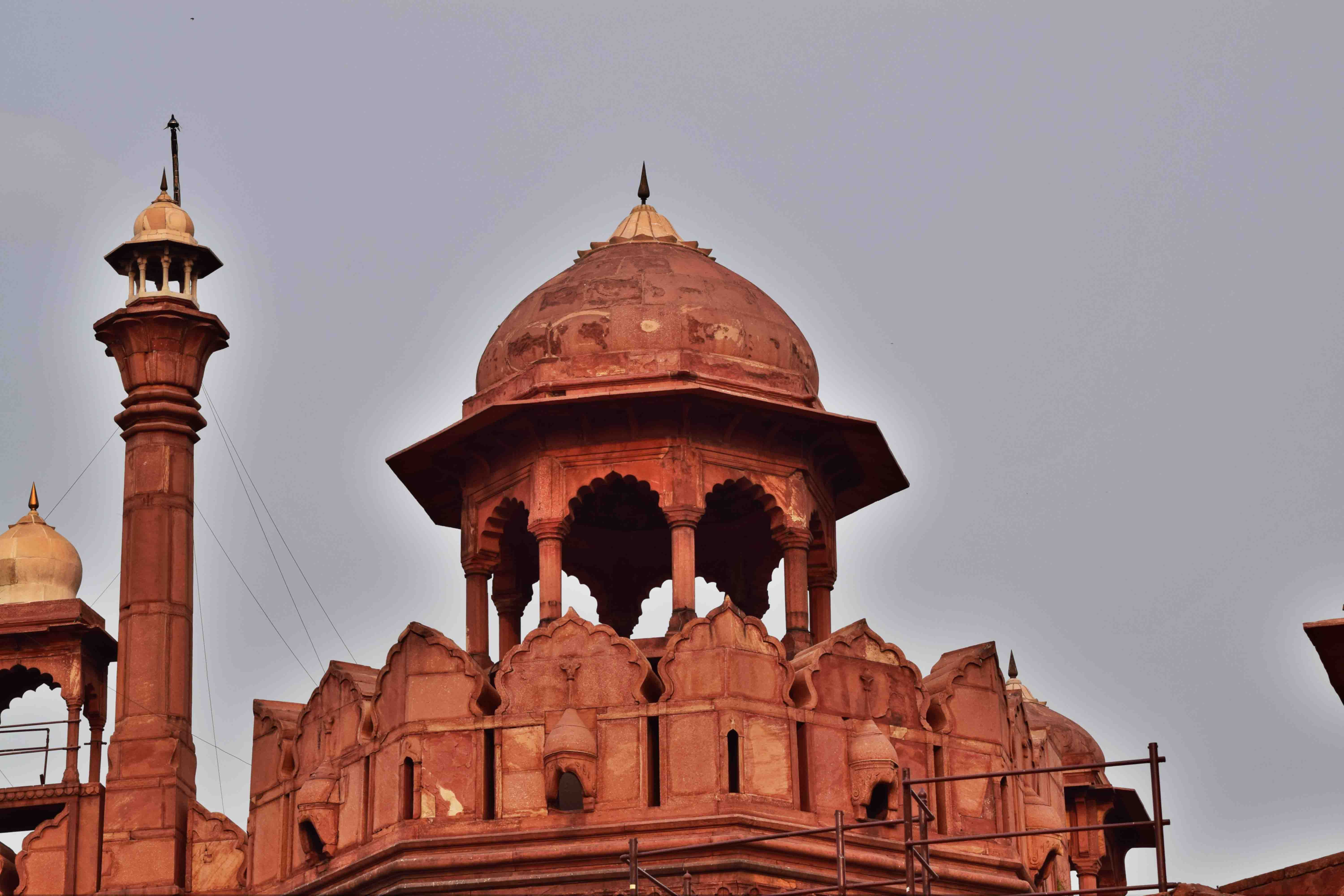
Paviljoen
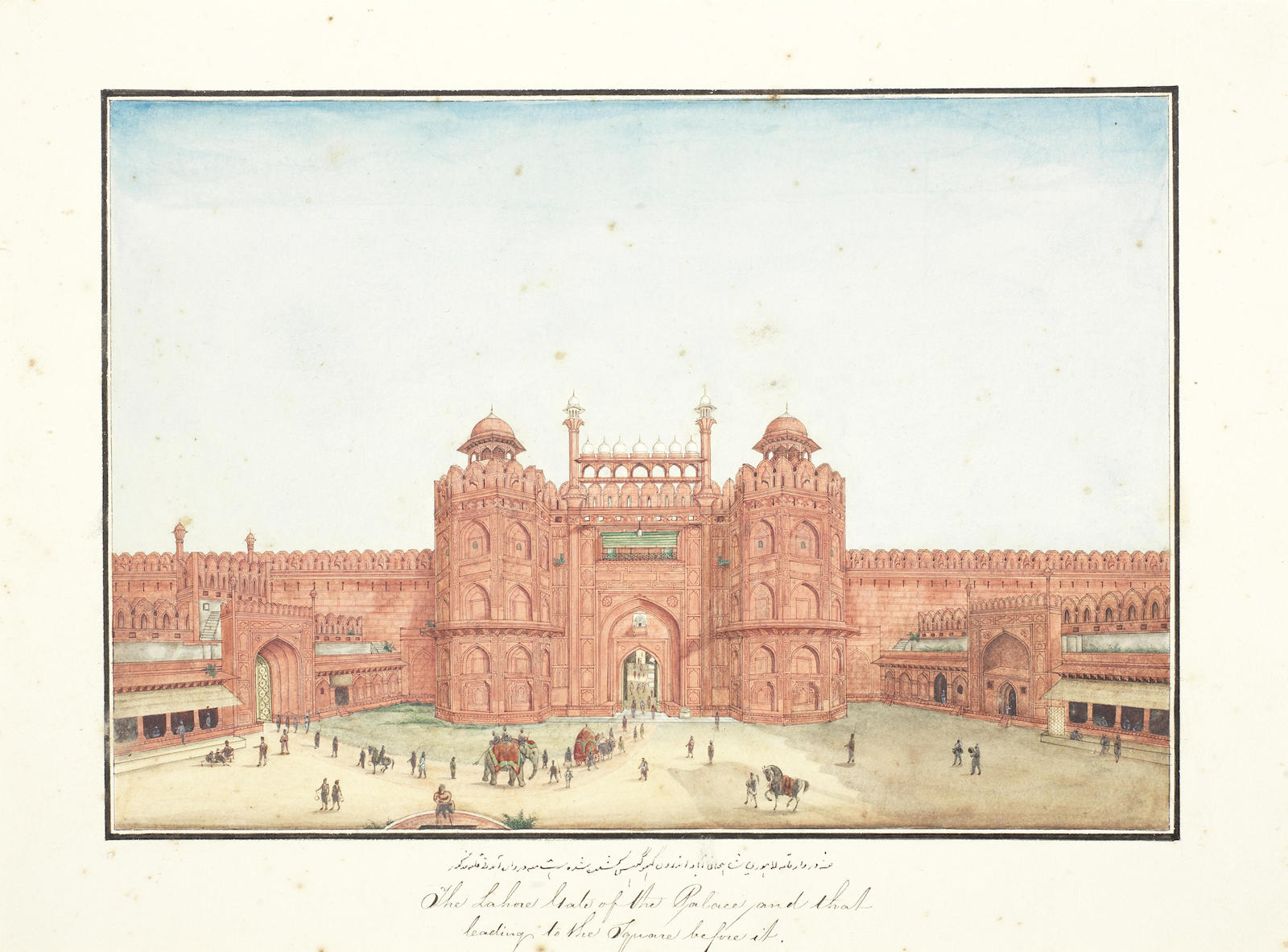
Schilderij (jaren 1850) van Lahori-poort door Ghulam Ali
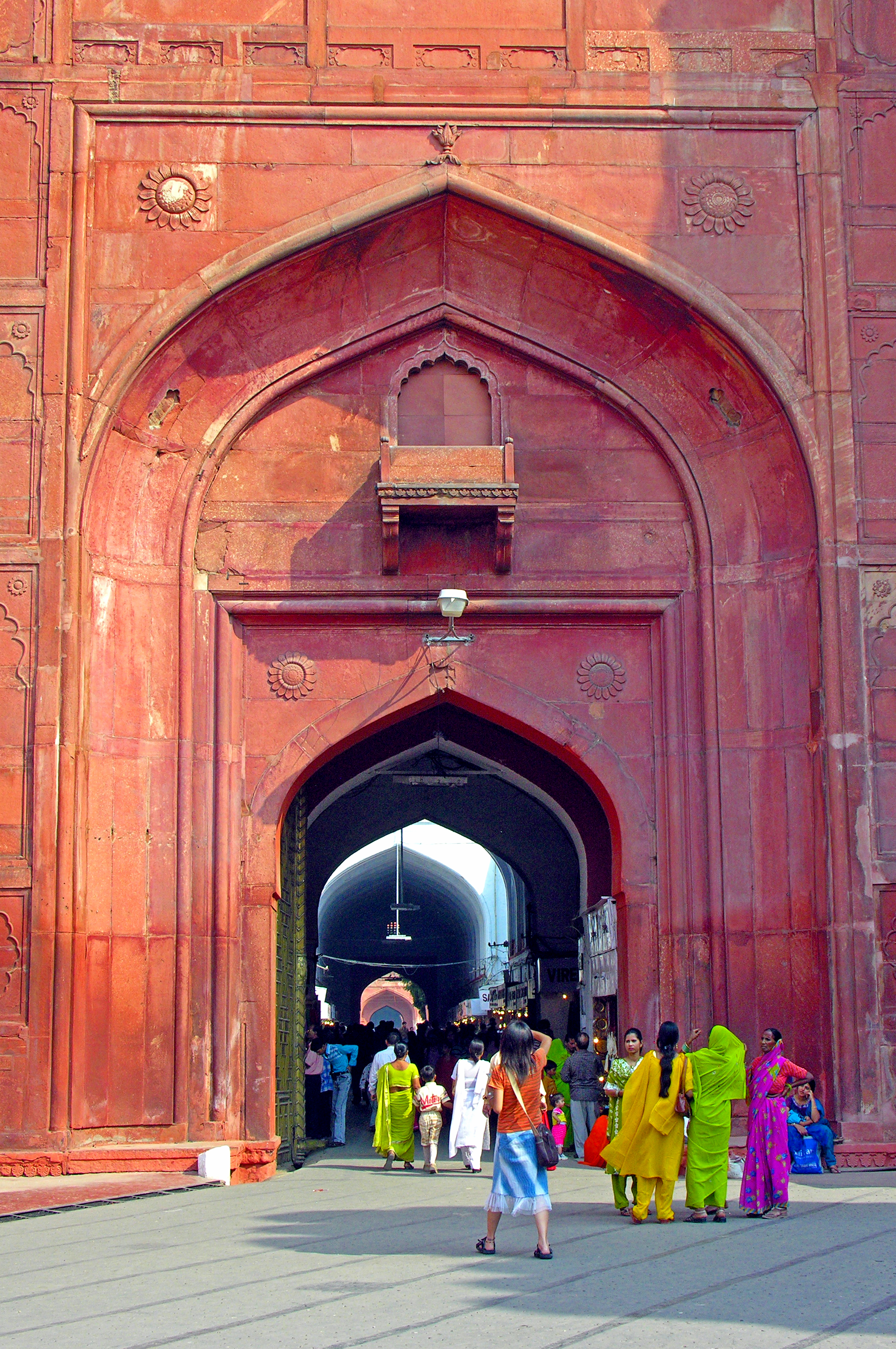
Doorgang met zicht op de overdekte Chhatta Chowk richting het fort